# Wingersheim
Wingersheim korábbi község Franciaországban, Bas-Rhin megyében. Lakosainak száma 1125 fő (2018. január 1.). Wingersheim Waltenheim-sur-Zorn, Gingsheim, Hohatzenheim és Mittelhausen községekkel határos.
2016. január 1-jén három másik korábbi községgel egyesült és az így létrejött Wingersheim les Quatre Bans új község része lett.

## Népesség
A település népessége az elmúlt években az alábbi módon változott:
| Lakosok száma | 852  | 829  | 873  | 1012 | 1046 | 1159 | 1173 | 2305 | 1119 | 1125 |
|               | 1962 | 1968 | 1975 | 1990 | 1999 | 2008 | 2013 | 2016 | 2017 | 2018 |